# Accident des latrines d'Erfurt

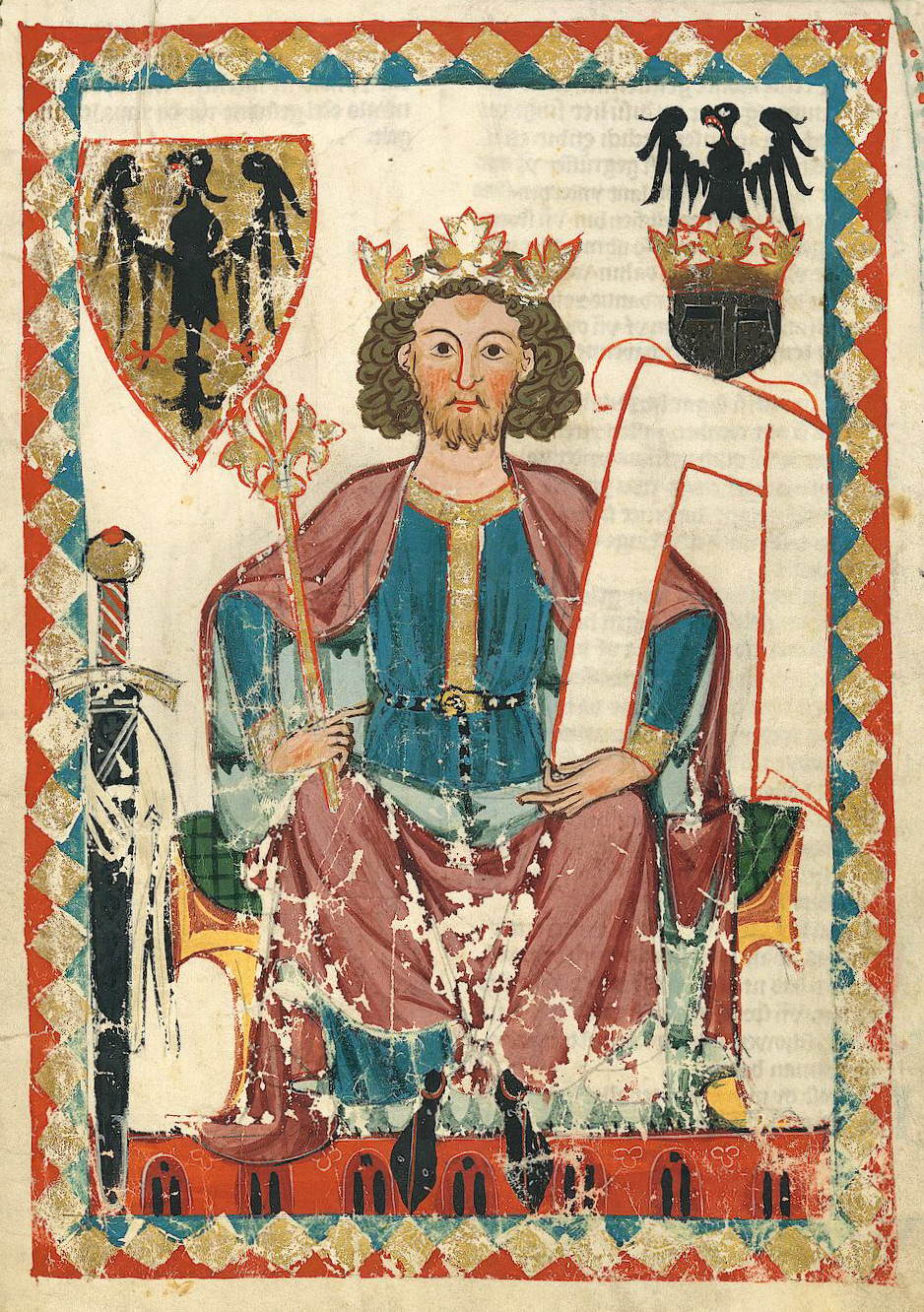
Le futur empereur Henri VI, l'un des survivants.

L’accident ou chute des latrines d'Erfurt (en allemand, Erfurter Latrinensturz) est un accident survenu le 26 juillet 1184 à l’occasion de la diète d'Erfurt. Cet accident est dû à l'effondrement du plancher vétuste de la salle capitulaire de la cathédrale d'Erfurt.

## Contexte
En 1184, Louis III, landgrave de Thuringe, et Conrad Ier, archevêque de Mayence, se disputent la propriété de la ville d'Erfurt et sont prêts à se faire la guerre pour celle-ci. Pour mettre fin à leur différend et pour éviter un éventuel conflit armé, le roi de Germanie et futur empereur du Saint-Empire Henri VI, organise une diète dans la cathédrale de la ville. Sur place, deux camps se font face : l'un, composé de comtes et de princes, est fidèle à Louis III, l'autre, composé essentiellement d'évêques, soutient Conrad Ier.

## L'accident
Jamais la prévôté de la cathédrale n'avait accueilli un aussi grand nombre de personnes. Si bien qu'alors que l'assemblée bat son plein, un bruit assourdissant résonne au premier étage où se trouvent ses membres : le plancher est sur le point de s'effondrer. Ce sont successivement les planchers du premier étage et du rez-de-chaussée qui lâchent, emportant avec eux la majorité des personnes présentes et ce jusque dans les latrines. On estime que l'accident entraîna la mort d'une soixantaine de personnes, certaines mourant de la chute causée par l'effondrement des planchers, d'autres par noyade dans les fèces humaines des latrines,,.
Parmi les victimes figurent notamment Beringer Ier de Meldingen, Burchard de Wartbourg, Frédéric Ier d'Abenberg, Frédéric Ier de Kirchberg, Gozmar III de Ziegenhain et Henri Ier de Schwarzbourg. Parmi les rescapés, on retrouve Henri VI et Conrad Ier, dont la légende voudrait qu'ils soient sortis indemnes de l'accident en se réfugiant dans l'encadrement d'une fenêtre extérieure du bâtiment, et le landgrave de Thuringe Louis III, pris dans la chute mais qui ne tomba pas dans les latrines.